# حثل المادة البيضاء متبدل اللون
حثل المادة البيضاء متبدل اللون (بالإنجليزية: Metachromatic leukodystrophy)‏ ويُعرف اختصارًا MLD هو داءُ اختزانٍ في الجسيمات الحالّة، ويندرج هذا المرض ضمن عائلة حثل الكريات البيضاء وكذلك الشحامات السفنغولية لأنه يؤثر على استقلاب الشحميات السفينغولية. ويؤثر حثل الكريات البيضاء على نمو وتطور الميالين؛ وهو الغطاء الدهني الذي يعمل بمثابة عازل حول ألياف الأعصاب في جميع أنحاء الجهاز العصبي المركزي والمحيطي. ويسبب MLD تراكم كبريتات سيريبروزيد. وكغيره من أنواع عوز الأنزيم، لدى حثل المادة البيضاء متبدل اللون نمط وراثي صبغي متنحٍ.

## العلامات والأعراض
يصنف مرضMLD  ضمن عدة أنواع وهي الطفلي المتأخر واليافعي ونوع يصيب البالغين.
النوع الطفلي المتأخر: النوع الأكثر شيوعاً (50-60% من مرضى MLD)، يعاني الأطفال المصابون من صعوبة في المشي بعد عامهم الأول وعادةً ما تتراوح أعمارهم بين 15-24 شهراً. تشمل الأعراض هزال العضلات وضعفها والصمل العضلي، وكذلك تأخر النمو والفقدان التدريجي للرؤية ما يؤدي إلى العمى، بالإضافة للتشنجات وضعف البلع والشلل والخرف، وقد يدخل الأطفال في غيبوبة. يموت معظم الأطفال المصابين بهذا النوع في سن الخامسة أو قبل ذلك دون العلاج.
النوع اليافعي: عادة ما يبدأ في سن الثالثة إلى العاشرة، وتظهر الأعراض بضعف أداء المدرسة وتدهور عقلي وخرف، تتشابه الأعراض مع النوع الأول لكنها تتطور بشكل أبطأ، وعمر الوفاة فيه غير محدد لكن عادةً ما يعيش المصابون بين 10 إلى 15 سنة بعد ظهور الأعراض، وبعض المرضى يعيشون أكثر من ذلك بكثير.
النوع الذي يصيب البالغين: بعد سن السادسة عشر وقد يتأخر حتى العقد الرابع أو الخامس من العمر، ويظهر كاضطراب نفسي أو خرف تدريجي، وهذا النوع يتطور بشكل أبطأ من النوعين السابقين، مع إمكانية العيش لعقد أو أكثر.
تخفف الرعاية التلطيفية الكثير من الأعراض وعادةً ما تحسن نوعية الحياة وتطيل العمر.
لدى حاملي المرض مستويات إنزيم منخفضة مقارنة بأفراد أسرهم (تختلف المستويات العادية من أسرة إلى أخرى)، ومع ذلك تعد المستويات المنخفضة للأنزيم كافية لمعالجة سلفاتيد الجسم.

## الأسباب
المسبب المباشر لمرض MLD هو نقض إنزيم أريل سلفاتاز A (ARSA)، إذ ينخفض نشاط الإنزيم إلى أقل من 10% من النسب الطبيعية، ومع ذلك فإن فحص نشاط إنزيم ARSA وحده لا يكفي للتشخيص فهناك قصور ARSA الكاذب، إذ يكون نشاط الإنزيم يمثل 5 ~ 20% وهذه النسبة لا تسبب مرض MLD.
يتراكم السلفاتيد في العديد من أنسجة الجسم دون هذا الإنزيم، ما يؤدي في النهاية إلى تدمير غمد الميالين في الجهاز العصبي، وهو عبارة عن غطاء دهني يحمي ألياف الأعصاب ومن دونه تتوقف الأعصاب في الدماغ (الجهاز العصبي المركزي) والأعصاب المحيطية (الجهاز العصبي المحيطي) عن العمل بشكل صحيح فهي من بين الأشياء التي تتحكم بالعضلات المرتبطة بالتنقل.
يتم تنشيط أريل سلفاتاز A عن طريق سابوسين saposin B Sap B)) وهو عامل مساعد بروتيني غير إنزيمي. حين يكون مستوى إنزيم أريل سلفاتاز  A طبيعياً لكن السلفاتيدات لا تزال مرتفعة فهذا يعني أنها لا تتكسر لأن الإنزيم غير نشط، نقص سابوزين B هو المرض الناتج والذي يتشابه مع MLD، ويعد نقص سابوسين B نادراً جداً حتى إنه أكثر ندرةً من MLD، لكنهما يؤديان إلى نفس الأعراض.
أكدت دراسة حديثة أن السلفاتيد ليس مسؤولًا بشكل كامل عن MLD لأنه غير سُمي، واقترحت الدراسة أن الليسوسلفاتيد -وهو سلفاتيد أزيلت مجموعة الأسيل منه- يلعب دوراً بسبب خصائصه السامة للخلايا مخبرياً.

## علم الوراثة
- إذا كان كلا الوالدين حاملين للمرض:
  - 25% من الأطفال سوف يصابون بالمرض.
  - 50% من الأطفال سوف يحملون المرض دون آثار.
  - 25% من الأطفال لن يصابوا بالمرض ولن يكونوا حاملين له.
- إذا كان أحد الوالدين مصاباً بالمرض
  - 0% من الأطفال سيصيبهم المرض، لأن الوالد الآخر سيعطي الجين الطبيعي.
  - 100% من الأطفال سيحملون المرض دون آثار.
- إذا كان أحد الوالدين حاملًا للمرض
  - 50% من الأطفال سيحملون المرض.
  - 50% من الأطفال لن يحملوا المرض.

بالإضافة إلى ذلك هناك عوز كاذب يؤثر على 7-15% من السكان. حيث لا تكون لديهم مشاكل MLD إلا إن كانوا مصابين به. في حال كانت مستويات الإنزيم منخفضة ولكن السلفاتيد يعالج بشكل طبيعي هذا يعني أن مرض حثل المادة البيضاء متبدل اللون غير موجود.

## التشخيص
غالباً ما يكون الفحص السريري والتصوير بالرنين المغناطيسي أولى الخطوات لتشخيص MLD. قد يكون التصوير بالرنين المغناطيسي مؤشراً على الإصابة بـ MLD، ولكنه لا يعد عاملًا مؤكداً.
يعد اختبار الدم لمستوى إنزيم ARSA-A مع اختبار كبريتيد البول المؤكد أفضل اختبار كيميائي حيوي لـ MLD. إذ إن تأكيد وجود الكبريتيد في البول مهم للتمييز بين النتائج التي تبين الإصابة بـ MLD والنتائج التي تكون زائفة.
قد يؤكد تسلسل الجينوم أيضاً الإصابة بمرض MLD، ومع ذلك من المحتمل أن تكون هناك طفرات أكثر من المئتي طفرة المعروفة مسبقاً بأنها تسبب MLD والتي لم تدرج بعد ضمن أسباب الإصابة، لذا لا تزال الحاجة قائمة لإجراء اختبار كيميائي حيوي.

## العلاج
في الوقت الراهن لا يوجد أي علاج لمرض حثل المادة البيضاء متبدل اللون بكافة أنواعه عند المرضى الذين يعانون من أعراض متأخرة، فعادةً ما يتلقون علاجاً سريراً يركز على الألم والسيطرة على الأعراض.
يمكن لمرضى MLD من كل الأنواع -والذين لم تظهر عليهم علامات المرض بعد أو ظهرت أعراض طفيفة- التفكير في زراعة نقي العظام (بما في ذلك زراعة الخلايا الجذعية)، ما قد يبطئ من تطور المرض في الجهاز العصبي المركزي. ولكن كانت نتائج الزراعة في الجهاز العصبي المحيطي أقل فاعلية، ونتائج هذه العلاجات طويلة الأمد كانت مختلطة. شمل النجاح الأخير الخلايا الجذعية التي تؤخذ من النخاع العظمي للأطفال المصابين بالاضطراب وإصابة الخلايا بفيروس رجعي، واستبدال الجين المتحور للخلايا الجذعية بالجين الذي تم إصلاحه قبل إعادة حقنه مرة أخرى في المريض ليتكاثر. تضمنت النتائج أن الأطفال في سن الخامسة كانوا بحالة جيدة ويذهبون إلى رياض الأطفال مع أن الأطفال المصابين بهذا المرض في هذا السن لا يستطيعون حتى الكلام.
تُدرس حالياً العديد من خيارات العلاج باستخدام التجارب السريرية في المقام الأول لمرضى حثل المادة البيضاء المتبدل اللون النوع الطفلي المتأخر. تشمل هذه العلاجات العلاج الجيني وعلاج استبدال الإنزيم (ERT) وعلاج الحد من الركيزة (SRT) وعلاج تعزيز الإنزيم المحتمل (EET).
اجتمع فريق من الباحثين والمؤسسات الدولية في العام 2008 لإنشاء سجل دولي لمرض حثل المادة البيضاء متبدل اللون MLD لتكوين مستودع مشترك للمعارف وإدارته، بما في ذلك التاريخ الطبيعي لـ MLD. يتكون هذا الاتحاد من مصادر علمية وأكاديمية وصناعية. لكن هذا السجل لم يصبح قيد التشغيل.

## علم الأوبئة
تقدر الإصابات بحثل الكريات البيضاء متبدل اللون بنسبة واحد من كل 40 ألف شخص إلى واحد من كل 160 ألف، تزداد النسبة عند بعض التجمعات المعزولة وراثياً، فمثلًا ترتفع هذه النسبة إلى واحد من كل 75 شخصاً بين اليهود الذين هاجروا من جنوب الجزيرة العربية، وإلى واحد من كل 2500 في الجزء الغربي من أراضي شعب نفاجو، وواحد من 8000 بين الجماعات العربية في إسرائيل. ولكونه مرضاً وراثياً متنحياً، يصاب 1 من كل مئة مقابل 1 حامل للمرض من أربعين ألفاً بين عموم السكان.
يولد سنوياً نحو 3600 طفل يحملون المرض، هناك 1900 شخصاً في الولايات المتحدة و3100 في أوروبا و49 ألف شخصاً في أنحاء العالم مصابون بمرض حثل المادة البيضاء متبدل اللون.
ويعتبر هذا المرض نادراً في الولايات المتحدة وبقية دول العالم.